# A Dialogue
| Críticas profissionais | Críticas profissionais |
| Avaliações da crítica  | Avaliações da crítica  |
| Fonte                  | Avaliação              |
| ---------------------- | ---------------------- |
| Jesus Freak Hideout    | [ 2 ]                  |

A Dialogue é o segundo álbum de estúdio da banda norte-americana Gwen Stacy, lançado em 20 de outubro de 2009.

## Faixas
1. "The First Words" — 4:04
2. "Profit Motive" — 3:06
3. "A Dialogue" — 3:37
4. "Creation and How I See It" — 3:09
5. "Words of the New Prophet" — 3:08
6. "Devil Devil" — 3:24
7. "Addictionary" — 3:31
8. "Braveheart" — 3:27
9. "A Middle Ground" — 3:16
10. "The Making of" — 3:48
11. "The Sound of Letting Go" — 4:04